# Hoplitis
Hoplitis is een geslacht van vliesvleugelige insecten uit de familie Megachilidae. 

## Soorten
Deze lijst van 348 stuks is mogelijk niet compleet.
- H. abbreviata (Morawitz, 1875)
- H. abnormis (van der Zanden, 1992)
- H. acanthophora (Morawitz, 1875)
- H. acuticornis (Dufour & Perris, 1840)
- H. adunca (Panzer, 1798)

Slangenkruidbij
- H. africana (Warncke, 1990)
- H. agis (Benoist, 1929)
- H. ahrensi (Popov, 1962)
- H. alatauensis (Tkalcu, 1992)
- H. alba (van der Zanden, 1994)
- H. albifrons (Kirby, 1837)
- H. albopilosa (Wu, 1987)
- H. alboscopata (Provancher, 1888)
- H. alchata (Warncke, 1990)
- H. alexandrina (Warncke, 1991)
- H. anipuncta (Alfken, 1935)
- H. annulata (Latreille, 1811)
- H. anonyma (Cameron, 1904)
- H. antalyae (Tkalcu, 2000)
- H. antennata (Morawitz, 1876)
- H. anthocopoides (Schenck, 1853)

Zwaluwbij
- H. antigae (Pérez, 1895)
- H. aqabaensis (Warncke, 1991)
- H. arenivaga (van der Zanden, 1996)
- H. aristotelis (Warncke, 1990)
- H. askhabadensis (Radoszkowski, 1886)
- H. ayardi (Benoist, 1929)
- H. barbigera (Benoist, 1951)
- H. basingeri (Timberlake & Michener, 1950)
- H. bassana (Warncke, 1991)
- H. batyamae (van der Zanden, 1986)
- H. beijingensis (Wu, 1987)
- H. benoisti (Alfken, 1935)
- H. bicallosa (Morawitz, 1876)
- H. bidenticauda (Timberlake & Michener, 1950)
- H. bifoveolata (Alfken, 1935)
- H. bihamata (Costa, 1885)
- H. bilobulata (Wu, 1992)
- H. bipartita (Friese, 1899)
- H. biscutellae (Cockerell, 1897)
- H. bispinosa (van der Zanden, 1992)
- H. bisulca (Gerstäcker, 1869)
- H. boharti (Timberlake & Michener, 1950)
- H. bombiformis (van der Zanden, 1991)
- H. brachyodonta (Cockerell, 1933)
- H. brachypogon (Pérez, 1879)
- H. brevicornis (Morawitz, 1880)
- H. brevifurca (Benoist, 1934)
- H. brevispina (Tkalcu, 2000)
- H. brevispora (Warncke, 1992)
- H. brunnescens (Benoist, 1950)
- H. bubulca (van der Zanden, 1994)
- H. bullifacies (Michener, 1947)
- H. bunocephala (Michener, 1947)
- H. bytinskii (Mavromoustakis, 1948)
- H. cadiza (Warncke, 1991)
- H. camelina (Benoist, 1934)
- H. campanularis (Morawitz, 1878)
- H. capsulifer (Popov, 1960)
- H. carinata (Stanek, 1969)
- H. carinotarsa (Wu, 1987)
- H. cathena (Cameron, 1904)
- H. caucasica (Friese, 1920)
- H. caudex (Timberlake & Michener, 1950)
- H. caularis (Morawitz, 1875)
- H. cercomela (Warncke, 1991)
- H. ciliaris (Pérez, 1902)
- H. claviventris (Thomson, 1872)

Geelgespoorde houtmetselbij
- H. colei (Crawford, 1916)
- H. conosimilis (van der Zanden, 1992)
- H. contracta (Walker, 1871)
- H. cretaea (Tkalcu, 1992)
- H. cristatula (van der Zanden, 1990)
- H. cryptanthae (Timberlake & Michener, 1950)
- H. ctenophora (Benoist, 1934)
- H. curtula (Pérez, 1895)
- H. curvipes (Morawitz, 1871)
- H. cypriaca (Mavromoustakis, 1938)
- H. christae (Warncke, 1991)
- H. chukar (Warncke, 1991)
- H. dalmatica (Morawitz, 1871)
- H. daniana (Mavromoustakis, 1949)
- H. daurica (Radoszkowski, 1887)
- H. decaocta (Warncke, 1991)
- H. denudata (Morawitz, 1880)
- H. deserticola (Timberlake & Michener, 1950)
- H. diabolica (Benoist, 1934)
- H. dorni (Tkalcu, 1995)
- H. duckeana (Kohl, 1905)
- H. dumonti (Benoist, 1929)
- H. eburnea (Warncke, 1991)
- H. elaziga (Warncke, 1991)
- H. elongaticeps (Michener, 1947)
- H. emarginata (Griswold, 1983)
- H. enslini (Alfken, 1935)
- H. epeoliformis (Ducke, 1899)
- H. eremophila (Warncke, 1991)
- H. erythrogastra (Mavromoustakis, 1954)
- H. erzurumensis (Tkalcu, 2000)
- H. evansi (Michener, 1936)
- H. excisa (Morawitz, 1880)
- H. fabrei (van der Zanden, 1987)
- H. farabensis (Popov, 1962)
- H. fascicularia (Radoszkowski, 1886)
- H. ferianaensis (van der Zanden, 1991)
- H. fertoni (Pérez, 1891)
- H. flabellifera (Morice, 1901)
- H. fortispina (Pérez, 1895)
- H. fossulata (Mocsáry, 1883)
- H. freygessneri (Friese, 1899)
- H. fulgida (Cresson, 1864)
- H. fulica (Warncke, 1991)
- H. fulva (Eversmann, 1852)
- H. furcula (Morawitz, 1875)
- H. galbula (Warncke, 1991)
- H. gallinula (Warncke, 1991)
- H. garzetta (Warncke, 1991)
- H. gentilis (Warncke, 1991)
- H. gerofita (Warncke, 1990)
- H. glasunovi (Morawitz, 1894)
- H. gleasoni (Titus, 1904)
- H. goulemina (Warncke, 1991)
- H. graeca (Tkalcu, 2000)
- H. grandiscapa (Pérez, 1895)
- H. grinnelli (Cockerell, 1910)
- H. grossepunctata (Kohl, 1905)
- H. grumi (Morawitz, 1894)
- H. gusenleitneri (Warncke, 1991)
- H. haemi (Tkalcu, 2000)
- H. hamulicornis (Timberlake & Michener, 1950)
- H. heilungjiangensis (Wu, 1987)
- H. heinrichi (van der Zanden, 1980)
- H. helouanensis (Friese, 1899)
- H. hemisphaerica (Alfken, 1935)
- H. hierichonica (Mavromoustakis, 1949)
- H. hofferi (Tkalcu, 1977)
- H. hoggara (Warncke, 1992)
- H. holmboei (Mavromoustakis, 1948)
- H. homalocera (van der Zanden, 1991)
- H. howardi (Cockerell, 1910)
- H. hyperplastica (Morawitz, 1894)
- H. hypocrita (Cockerell, 1906)
- H. idaensis (Warncke, 1991)
- H. idalia (Mavromoustakis, 1948)
- H. ilamana (van der Zanden, 1994)
- H. illustris (van der Zanden, 1992)
- H. illyrica (Noskiewicz, 1926)
- H. imperfecta (Provancher, 1896)
- H. improceros (van der Zanden, 1998)
- H. incanescens (Cockerell, 1922)
- H. incognita (van der Zanden, 1996)
- H. inconspicua (Tkalcu, 1995)
- H. indostana (Cameron, 1904)
- H. infrapicta (Cockerell, 1916)
- H. insolita (Benoist, 1928)
- H. insularis (Schmiedeknecht, 1885)
- H. irania (Warncke, 1991)
- H. israelica (Warncke, 1991)
- H. jacintana (Cockerell, 1910)
- H. jakovlevi (Radoszkowski, 1874)
- H. jejuna (Popov, 1952)
- H. jerichoensis (van der Zanden, 1996)
- H. jheringii (Ducke, 1898)
- H. karakalensis (Popov, 1936)
- H. karikalensis (Peters, 1972)
- H. kaszabi (Tkalcu, 2000)
- H. laboriosa (Smith, 1878)
- H. laevibullata (Michener, 1943)
- H. laevifrons (Morawitz, 1872)
- H. laeviscutum (Alfken, 1935)
- H. lamina (Pérez, 1895)
- H. laminifera (Popov, 1960)
- H. lapidaria (Morawitz, 1878)
- H. latifemoralis (Wu, 1985)
- H. latuspilosa (van der Zanden, 1992)
- H. lebanotica (Mavromoustakis, 1955)
- H. lecerfi (Benoist, 1929)

- H. lefeberi (van der Zanden, 1991)
- H. leiocephala (Mavromoustakis, 1954)
- H. lepeletieri (Pérez, 1879)
- H. leucomelana (Kirby, 1802)

Zwartgespoorde houtmetselbij
- H. libanensis (Morice, 1901)
- H. limassolica (Mavromoustakis, 1937)
- H. linguaria (Morawitz, 1876)
- H. linsdalei (Michener, 1947)
- H. loboclypeata (Wu, 1990)
- H. longispina (Pérez, 1895)
- H. loreicornis (Benoist, 1934)
- H. loti (Morawitz, 1867)
- H. louisae (Cockerell, 1934)
- H. lucidula (Benoist, 1934)
- H. lysholmi (Friese, 1899)
- H. maghrebensis (van der Zanden, 1992)
- H. malyshevi (Popov, 1963)
- H. manicata (Morice, 1901)
- H. marchali (Pérez, 1902)
- H. maritima (Romankova, 1985)
- H. maroccana (van der Zanden, 1998)
- H. matheranensis (Michener, 1966)
- H. mazzuccoi (Schwarz & Gusenleitner, 2005)
- H. meyeri (Benoist, 1934)
- H. micheneri (Mitchell, 1962)
- H. minor (Morawitz, 1878)
- H. minuta (Wu, 1990)
- H. mitis (Nylander, 1852)
- H. mocsaryi (Friese, 1895)
- H. mojavensis (Michener, 1947)
- H. mollis (Tkalcu, 2000)
- H. mongolica (Wu, 1990)
- H. monstrabilis (Tkalcu, 2000)
- H. moricei (Friese, 1899)
- H. morinella (Warncke, 1991)
- H. mucida (Dours, 1873)
- H. murina (Tkalcu, 1992)
- H. mutica (Warncke, 1991)
- H. nanula (Timberlake & Michener, 1950)
- H. nasoincisa (Ferton, 1914)
- H. neavei (Cockerell, 1936)
- H. negevensis (Warncke, 1991)
- H. nigrella (Michener, 1954)
- H. nigrocolor (van der Zanden, 1991)
- H. nisa (Warncke, 1991)
- H. nitidula (Morawitz, 1878)
- H. obtusa (Friese, 1899)
- H. ochraceicornis (Ferton, 1902)
- H. ochruros (Warncke, 1991)
- H. onychophora (Mavromoustakis, 1939)
- H. oreades (Benoist, 1934)
- H. orthodonta (Cockerell, 1932)
- H. orthognatha (Griswold, 1983)
- H. oxypyga (Benoist, 1927)
- H. ozbeki (Tkalcu, 2000)
- H. paiute (Griswold, 1983)
- H. palmarum (Cockerell, 1935)
- H. pallicornis (Friese, 1895)
- H. papaveris (Latreille, 1799)

Papaverbij
- H. paralias (Mavromoustakis, 1954)
- H. parana (Warncke, 1991)
- H. parasitica (Warncke, 1991)
- H. parnesica (Mavromoustakis, 1958)
- H. paroselae (Michener, 1947)
- H. peralba (van der Zanden, 1992)
- H. perezi (Ferton, 1895)
- H. persica (Warncke, 1991)
- H. pici (Friese, 1899)
- H. picicornis (Morawitz, 1895)
- H. pilosifrons (Cresson, 1864)
- H. pinkeunia (Warncke, 1991)
- H. pisidiae (Tkalcu, 2000)
- H. plagiostoma (Michener, 1947)
- H. platalea (Warncke, 1990)
- H. pomarina (Warncke, 1991)
- H. popovi (Wu, 2004)
- H. praestans (Morawitz, 1893)
- H. premordica (Griswold, 1998)
- H. princeps (Morawitz, 1872)
- H. procerior (Tkalcu, 2000)
- H. producta (Cresson, 1864)
- H. pulchella (Pérez, 1895)
- H. pungens (Benoist, 1929)
- H. pygmaea (Timberlake & Michener, 1950)
- H. pyrrhosoma (Wu, 1990)
- H. quadrispina (Tkalcu, 1992)
- H. quarzazati (van der Zanden, 1998)
- H. quettensis (Tkalcu, 2000)
- H. quinquespinosa (Friese, 1899)
- H. ravouxi (Pérez, 1902)

Klavermetselbij
- H. recticauda (Stanek, 1969)
- H. reducta (Timberlake & Michener, 1950)
- H. remotula (Cockerell, 1910)
- H. ridibunda (Warncke, 1991)
- H. robusta (Nylander, 1848)
- H. rubricrus (Friese, 1899)
- H. ruficornis (Morawitz, 1875)
- H. ruficrus (Morawitz, 1875)
- H. rufimana (Morawitz, 1875)
- H. rufoantennalis (Wu, 2004)
- H. rufopicta (Morawitz, 1875)
- H. rugidorsis (Pérez, 1895)
- H. samarkanda (Warncke, 1991)
- H. sambuci (Titus, 1904)
- H. saundersi (Vachal, 1891)
- H. saxialis (van der Zanden, 1994)
- H. scita (Eversmann, 1852)
- H. segura (Warncke, 1991)
- H. semilinguaria (Tkalcu, 1992)
- H. seminigra (Timberlake & Michener, 1950)
- H. semirubra (Cockerell, 1898)
- H. shoshone (Parker, 1976)
- H. sichuanensis (Wu, 1992)
- H. significans (Tkalcu, 1995)
- H. similis (Friese, 1909)
- H. simplex (Cresson, 1864)
- H. simplicata (Warncke, 1991)
- H. simplicicornis (Morawitz, 1875)
- H. simula (Gribodo, 1894)
- H. singularis (Morawitz, 1875)
- H. sinuata (Pérez, 1895)
- H. sordida (Benoist, 1929)
- H. speculum (Benoist, 1934)
- H. speculumoides (van der Zanden, 1991)
- H. spoliata (Provancher, 1888)
- H. stellaris (Warncke, 1991)
- H. strepera (Warncke, 1991)
- H. strymonia (Tkalcu, 1999)
- H. subbutea (Warncke, 1991)
- H. submanicata (van der Zanden, 1984)
- H. subulicornis (Morawitz, 1878)
- H. taenioceras (Benoist, 1927)
- H. taurimordax (Peters, 1983)
- H. tenuicornis (Morawitz, 1875)
- H. tenuiserrata (Benoist, 1950)
- H. tenuispina (Alfken, 1937)
- H. testaceozonata (Alfken, 1935)
- H. teucrii (Benoist, 1927)
- H. tibetensis (Wu, 1987)
- H. tigrina (Morawitz, 1872)
- H. tkalcuella (Le Goff, 2003)
- H. torchioi (Parker, 1979)
- H. tricolor (Saunders, 1908)
- H. tridentata (Dufour & Perris, 1840)

Driedoornige metselbij
- H. tringa (Warncke, 1991)
- H. tristis (Michener, 1936)
- H. truicauda (Timberlake & Michener, 1950)
- H. truncata (Cresson, 1878)
- H. tuberculata (Nylander, 1848)
- H. tunica (Warncke, 1991)
- H. ulaangomensis (Tkalcu, 1995)
- H. uncaticornis (Stanek, 1969)
- H. unispina (Alfken, 1935)
- H. urfensis (van der Zanden, 1984)
- H. ursina (Friese, 1920)
- H. uvulalis (Cockerell, 1902)
- H. verhoeffi (Mavromoustakis, 1954)
- H. verruciventris (Morawitz, 1886)
- H. villiersi (Benoist, 1950)
- H. villosa (Schenck, 1853)

Rotsmetselbij
- H. viridimicans (Cockerell, 1897)
- H. wadicola (Alfken, 1935)
- H. wahrmani (Mavromoustakis, 1948)
- H. xanthoprymna (Warncke, 1991)
- H. xerophila (Cockerell, 1935)
- H. xinjiangensis (Wu, 1987)
- H. yermasoyiae (Mavromoustakis, 1938)
- H. zaianorum (Benoist, 1927)
- H. zandeni (Teunissen & van Achterberg, 1992)
- H. zonalis (Pérez, 1895)
- H. zuni (Parker, 1977)